# Sattelpunktproblem
In der Mathematik bezeichnet ein Sattelpunktproblem eine spezielle Problemklasse, welche auf ein lineares Gleichungssystem in Blockgestalt führt, und zwar eine {\displaystyle (n+m)\times (n+m)}-Matrix {\displaystyle M} der Form
{\displaystyle M={\begin{pmatrix}A&B\\B^{T}&0\end{pmatrix}},}
wobei {\displaystyle A} eine {\displaystyle n\times n}-Matrix ist und {\displaystyle B} eine {\displaystyle n\times m}-Matrix. Der {\displaystyle 0}-Block ist von der Größe {\displaystyle m\times m}.

## Ursprung von Sattelpunktproblemen
Gleichungssysteme in Sattelpunktform entstehen in vielen Anwendungen, beispielsweise bei Optimierungsproblemen unter Nebenbedingungen.
Beispiel hierfür ist das Lösen von quadratischen Programmen mit Gleichungsrestriktionen durch Anwendung der Karush-Kuhn-Tucker-Bedingungen. Diese sind Äquivalent zur Bestimmung eines Sattelpunkt bei der Lagrange-Dualität, was den Namen erklärt.
Eine weitere wichtige Klasse von Sattelpunktproblemen stammt aus der Diskretisierung von partiellen Differentialgleichungen. Das wichtigste Beispiel sind die inkompressiblen Navier-Stokes-Gleichungen in linearisierter Form, diskretisiert beispielsweise mit finiten Elementen, welches auf natürliche Weise ein lineares Gleichungssystem in obiger Blockgestalt ergibt. Die Blockmatrix {\displaystyle A} entsteht dort aus der Diskretisierung des Geschwindigkeitsterms {\displaystyle {\vec {u}}} in der Impulsgleichung, die Matrix {\displaystyle B} aus der Diskretisierung des Druckterms {\displaystyle p}, und die Matrix {\displaystyle B^{T}} resultiert aus der Diskretisierung der Geschwindigkeit in der Kontinuitätsgleichung.

## Lösung von Sattelpunktgleichungen
Anwendungen wie die diskretisierten Navier-Stokes-Gleichungen erfordern die Lösung eines linearen Gleichungssystems
{\displaystyle Mx=b.}
Damit das Gleichungssystem eindeutig lösbar ist, muss die Matrix vollen Rang besitzen. Eine notwendige Voraussetzung dafür ist, dass die Anzahl der Zeilen in der Matrix {\displaystyle B^{T}} nicht größer ist als die Anzahl der Spalten. Eine hinreichende Bedingung gibt die sog. LBB-Bedingung (nach Ladyschenskaja, Babuška und Brezzi), oft auch inf-sup-Bedingung genannt.
Effiziente numerische Algorithmen zur Lösung von Gleichungssystemen mit Sattelpunktstruktur verwenden eine spezielle Form des Schur-Komplements, welche die Blockstruktur der Matrix ausnutzt. Insbesondere bei der numerischen Lösung der Navier-Stokes-Gleichungen ist diese Variante sehr beliebt.
Gewöhnliche iterative Lösungsverfahren wie das Krylov-Unterraum-Verfahren GMRES ohne Beachtung der Struktur von {\displaystyle M} eignen sich dagegen relativ schlecht, da die gängigen Methoden zur Vorkonditionierung wie das Jacobi-, Gauß-Seidel-Verfahren oder die ILU-Zerlegung wegen der Nullen auf der Hauptdiagonalen im unteren Diagonalblock nicht funktionieren. Ohne Vorkonditionierung konvergieren selbst die oft hervorragenden Krylov-Unterraum-Verfahren nur sehr langsam und sind unbrauchbar.

## Begriffsklärung
Die Bezeichnung Sattelpunktproblem für eine Gleichung der Form
{\displaystyle Mx={\begin{pmatrix}A&B\\B^{T}&0\end{pmatrix}}{\begin{pmatrix}u\\p\end{pmatrix}}={\begin{pmatrix}0\\0\end{pmatrix}}=b}
leitet sich aus den Eigenschaften der zugehörigen quadratischen Form
{\displaystyle F(u,p)=u^{T}Au+u^{T}Bp+p^{T}B^{T}u}
mit einer symmetrisch positiv definiten Matrix {\displaystyle A} ab, wobei die Herleitung hier für eine homogene rechte Seite erfolgt. Der allgemeine Fall mit {\displaystyle b\neq 0} hat analoge Eigenschaften.
Sei {\displaystyle x^{*}=(u^{*},p^{*})} eine Lösung des linearen Gleichungssystems {\displaystyle Mx=0}. Dann ist {\displaystyle (u^{*},p^{*})} ein Sattelpunkt von {\displaystyle F}, denn für alle {\displaystyle u\in \mathbb {R} ^{n}}:
{\displaystyle F(u,p^{*})=u^{T}Au+2u^{T}Bp^{*}=u^{T}Au-2u^{T}Au^{*}+(u^{*})^{T}Au^{*},}
wobei die zweite Gleichheit durch Ersetzen von {\displaystyle Bp^{*}=-Au^{*}} und Einfügen des Terms {\displaystyle (u^{*})^{T}Au^{*}=0} erreicht ist. Nun
{\displaystyle F(u,p^{*})=(u-u^{*})^{T}A(u-u^{*})\geq 0=F(u^{*},p^{*}),}
Der Term {\displaystyle (u-u^{*})^{T}A(u-u^{*})} ist nichtnegativ für alle {\displaystyle u}, da die Matrix {\displaystyle A} symmetrisch positiv definit ist.
Zudem zeigt man die Ungleichheit
{\displaystyle F(u^{*},p)\leq 0}
für alle {\displaystyle p\in \mathbb {R} ^{m}}, was die Existenz des Sattelpunktes zeigt.